# Barwienie metodą Neissera
Barwienie metodą Neissera - technika barwienia w mikrobiologii, służąca diagnostyce maczugowca błonicy. 
Metoda uwidacznia charakterystyczne dla niego ziarnistości Ernsta Babesa, wybarwiające się na fioletowo. Preparat bezpośredni pobrany z tylnej ściany gardła, po utrwaleniu nad palnikiem należy:
1. zalać mieszaniną barwnika A (błękit metylenowy) i barwnika B (fiolet krystaliczny) w stosunku 2:1 i tak pozostawić na 10 minut;
2. spłukać wodą;
3. dobarwić chryzoidyną, odczekać 1 minutę, nie spłukiwać;

następnie osuszyć preparat i oglądać pod mikroskopem z użyciem cieczy imersyjnej.